# Селемджинський район
Селемджи́нський райо́н — адміністративна одиниця Росії, Амурська область. До складу району входять 7 міських і 3 сільських поселення, разом — 10 поселень.
| Росія | Це незавершена стаття з географії Росії. Ви можете допомогти проєкту, виправивши або дописавши її. |